# Adrian Ugelvik
Adrian Cortes Ugelvik (Molde, 21 settembre 2001) è un calciatore norvegese naturalizzato filippino, difensore del PT Prachuap e della Nazionale filippina.

## Carriera

### Club
Ugelvik è cresciuto nelle giovanili del Molde. Ha esordito nella prima squadra di questo club in data 25 luglio 2021, nel primo turno del Norgesmesterskapet: ha sostituito Erling Knudtzon nella vittoria per 1-4 arrivata sul campo dello Spjelkavik.
Il 27 luglio 2021 è stato ufficializzato il suo trasferimento al Brattvåg. Ha debuttato in campionato con questa maglia il 4 agosto seguente, schierato titolare nel successo per 3-1 sul Kvik Halden. Il 21 agosto 2021 ha siglato il primo gol, nella vittoria per 2-3 sul campo del Senja.
A dicembre 2022 è stato reso noto il suo passaggio al Levanger. Ha giocato il primo incontro con la nuova casacca il 16 aprile 2023, quando ha sostituito Daniel Pollen nella vittoria per 2-0 sull'Ullensaker/Kisa. Al termine di questa stessa stagione, la squadra ha centrato la promozione in 1. divisjon.
Il 2 dicembre 2024 è stato reso noto il suo ritorno al Brattvåg.

### Nazionale
Ugelvik ha ricevuto la prima convocazione per le Filippine in vista dell'ASEAN Cup 2020, ma non ha preso parte al torneo a causa di un infortunio. A maggio 2024 è stato convocato in vista delle partite di qualificazione al campionato del mondo 2026 da disputarsi contro Vietnam e Indonesia. Ha quindi debuttato il 6 giugno successivo, schierato titolare nella sconfitta per 3-2 subita contro la Nazionale vietnamita.

## Statistiche

### Presenze e reti nei club
Statistiche aggiornate all'11 luglio 2025.
| Stagione        | Club            | Campionato      | Campionato | Campionato | Coppe nazionali | Coppe nazionali | Coppe nazionali | Coppe continentali | Coppe continentali | Coppe continentali | Supercoppe | Supercoppe | Supercoppe | Totale | Totale |
| Stagione        | Club            | Comp            | Pres       | Reti       | Comp            | Pres            | Reti            | Comp               | Pres               | Reti               | Comp       | Pres       | Reti       | Pres   | Reti   |
| --------------- | --------------- | --------------- | ---------- | ---------- | --------------- | --------------- | --------------- | ------------------ | ------------------ | ------------------ | ---------- | ---------- | ---------- | ------ | ------ |
| 2020            | Molde           | ES              | 0          | 0          | -               | -               | -               | UCL+UEL            | 0                  | 0                  | -          | -          | -          | 0      | 0      |
| gen.-lug. 2021  | Molde           | ES              | 0          | 0          | CN              | 1               | 0               | UCL                | 0                  | 0                  | -          | -          | -          | 1      | 0      |
| Totale Molde    | Totale Molde    | Totale Molde    | 0          | 0          |                 | 1               | 0               |                    | 0                  | 0                  |            | -          | -          | 1      | 0      |
| lug.-dic. 2021  | Brattvåg        | 2D              | 18         | 2          | CN              | 1               | 0               | -                  | -                  | -                  | -          | -          | -          | 19     | 2      |
| 2022            | Brattvåg        | 2D              | 18         | 0          | CN              | 1               | 0               | -                  | -                  | -                  | -          | -          | -          | 19     | 0      |
| 2023            | Levanger        | 2D              | 22         | 0          | CN              | 2               | 0               | -                  | -                  | -                  | -          | -          | -          | 24     | 0      |
| 2024            | Levanger        | 1D              | 2          | 0          | CN              | 3               | 0               | -                  | -                  | -                  | -          | -          | -          | 5      | 0      |
| Totale Levanger | Totale Levanger | Totale Levanger | 24         | 0          |                 | 5               | 0               |                    | 0                  | 0                  |            | -          | -          | 29     | 0      |
| gen.-giu. 2025  | Brattvåg        | 2D              | 3          | 0          | CN              | 1               | 0               | -                  | -                  | -                  | -          | -          | -          | 4      | 0      |
| Totale Brattvåg | Totale Brattvåg | Totale Brattvåg | 39         | 2          |                 | 3               | 0               |                    | -                  | -                  |            | -          | -          | 42     | 2      |
| lug. 2025-2026  | PT Prachuap     | TL              | 0          | 0          | FACup           | 0               | 0               | -                  | -                  | -                  | -          | -          | -          | 0      | 0      |
| Totale          | Totale          | Totale          | 63         | 2          |                 | 9               | 0               |                    | 0                  | 0                  |            | -          | -          | 72     | 2      |